# Enrico Alvino

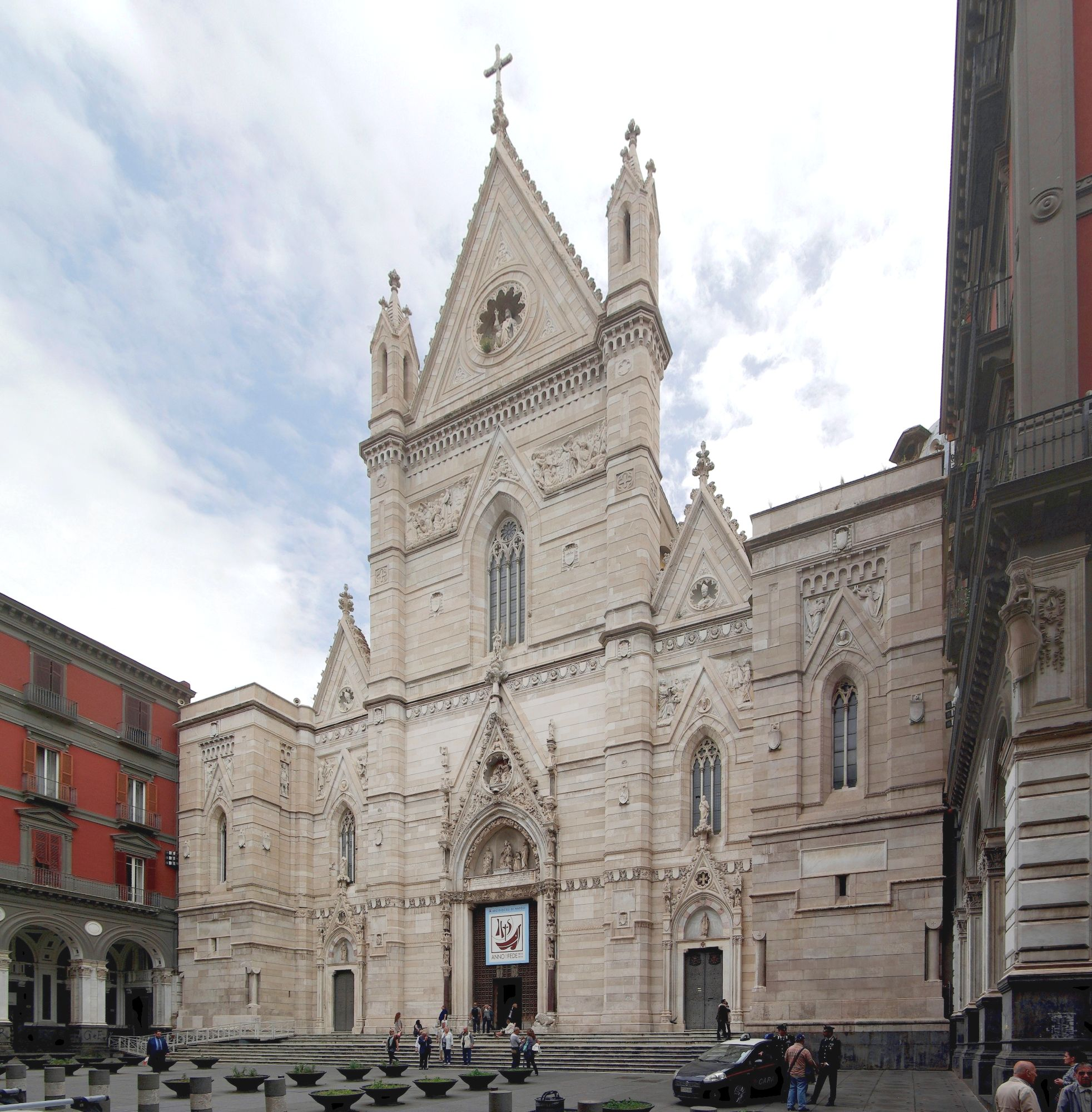
Fasada katedry neapolitańskiej

Enrico Alvino (ur. 29 marca 1809 r. w Mediolanie, zm. 7 czerwca 1872 r. w Rzymie) – włoski architekt i urbanista, pracujący głównie w Neapolu.

## Projekty
- fasada kościoła Santa Maria di Piedigrotta[1] (1853)
- ulica Corso Maria Teresa, obecnie Corso Vittorio Emanuele (1852–1860, członek zespołu)
- remont fasady katedry neapolitańskiej[2] (1870)
- przebudowa dzielnicy Santa Lucia (1862)
- przebudowa Villa Comunale (członek zespołu)
- przebudowa klasztoru San Giovanni a Costantinopoli w siedzibę Królewskiej Akademii Sztuk Pięknych[3] (1864)